# Republica Autonomă Sovietică Socialistă Ceceno-Ingușă

Republica Ceceno-Ingușă pe o hartă sovietică a Caucazului de Nord

Republica Autonomă Sovietică Socialistă Ceceno-Ingușă a fost una una din regiunile autonome din cadrul Republicii Sovietice Federale Socialiste Ruse înființată la 5 decembrie 1936, a existat până pe 10 decembrie 1992, separându-se ulterior in componente: Cecenia și Ingușetia.